# Gauliga Hamburg
Gauliga Hamburg byla jedna z mnoha skupin Gauligy, nejvyšší fotbalové soutěže na území Německa v letech 1933–1945. Vytvořena byla v roce 1942 vyčleněním z Gauligy Nordmark. Pořádala se na území svobodného města Hamburk. Vítězové jednotlivých skupin Gauligy postupovali do celostátní soutěže, která trvala necelý měsíc, v níž se kluby utkávaly vyřazovacím způsobem.
Zanikla v roce 1945 po pádu nacistického Německa. Po jeho zániku bylo území Gauligy Hamburg začleněno pod Oberligu Nord.

## Nejlepší kluby v historii - podle počtu titulů
Zdroj: 
| Vítězové nejvyšší ligové soutěže |        |                 |
| Klub                             | Tituly | Vítězné ročníky |
| SC Victoria Hamburg              | 1      | 1943            |
| Luftwaffen-SV Hamburg            | 1      | 1944            |
| Hamburger SV                     | 1      | 1945            |

## Vítězové jednotlivých ročníků
Zdroj: 
| Gauliga Hamburg (1942 – 1945) |                           |                                   |                                   |
| Ročník                        | Vítěz Gauligy             | Umístění v německém mistrovství   | Německý mistr                     |
| 1942 – 1943                   | SC Victoria Hamburg (1)   | 1. kolo                           | Dresdner SC                       |
| 1943 – 1944                   | Luftwaffen-SV Hamburg (1) | Finále                            | Dresdner SC                       |
| 1944 – 1945                   | Hamburger SV (1)          | německé mistrovství se neodehrálo | německé mistrovství se neodehrálo |